# St. Nikolaus (Hammerstetten)

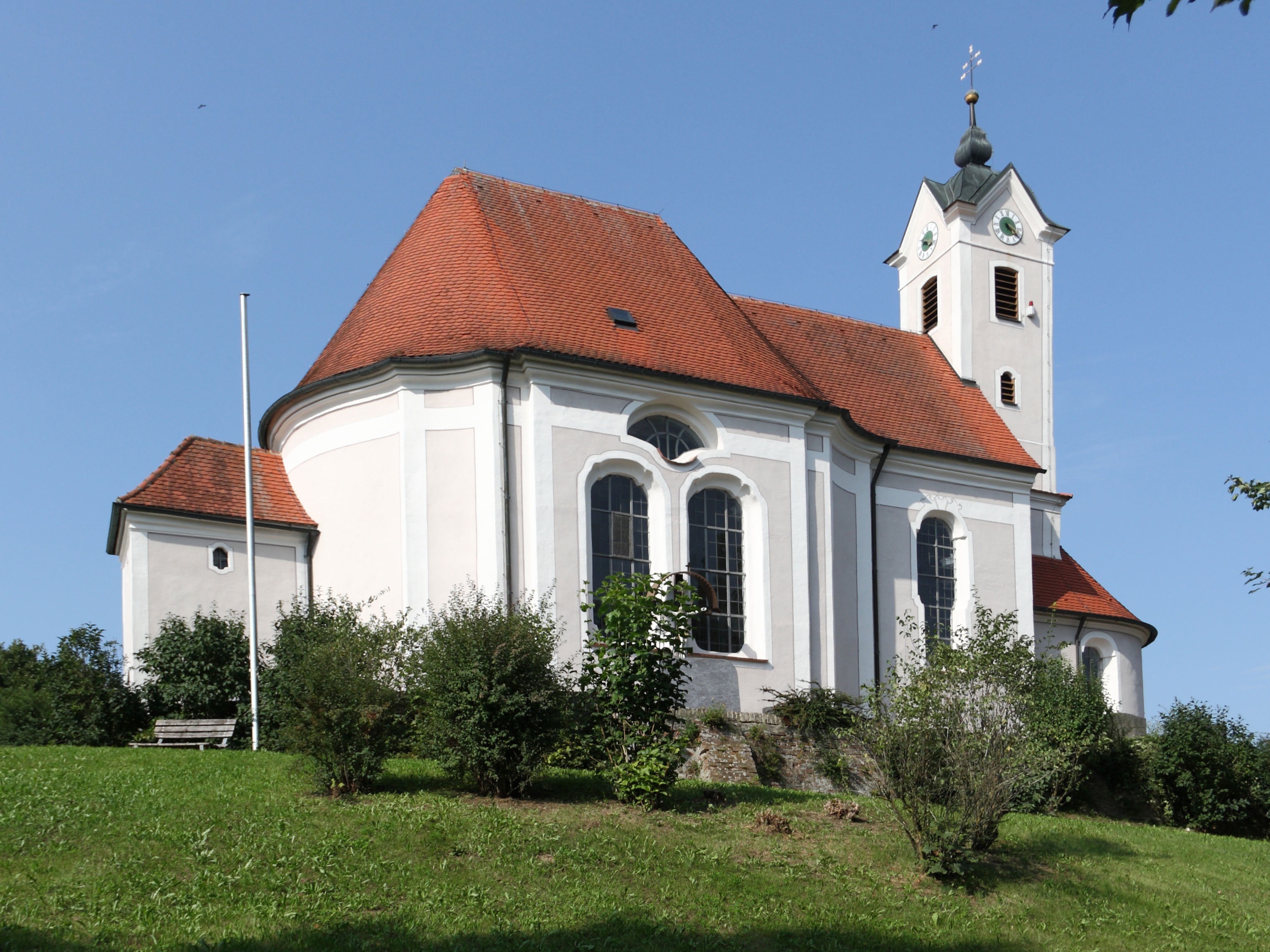
St. Nikolaus in Hammerstetten

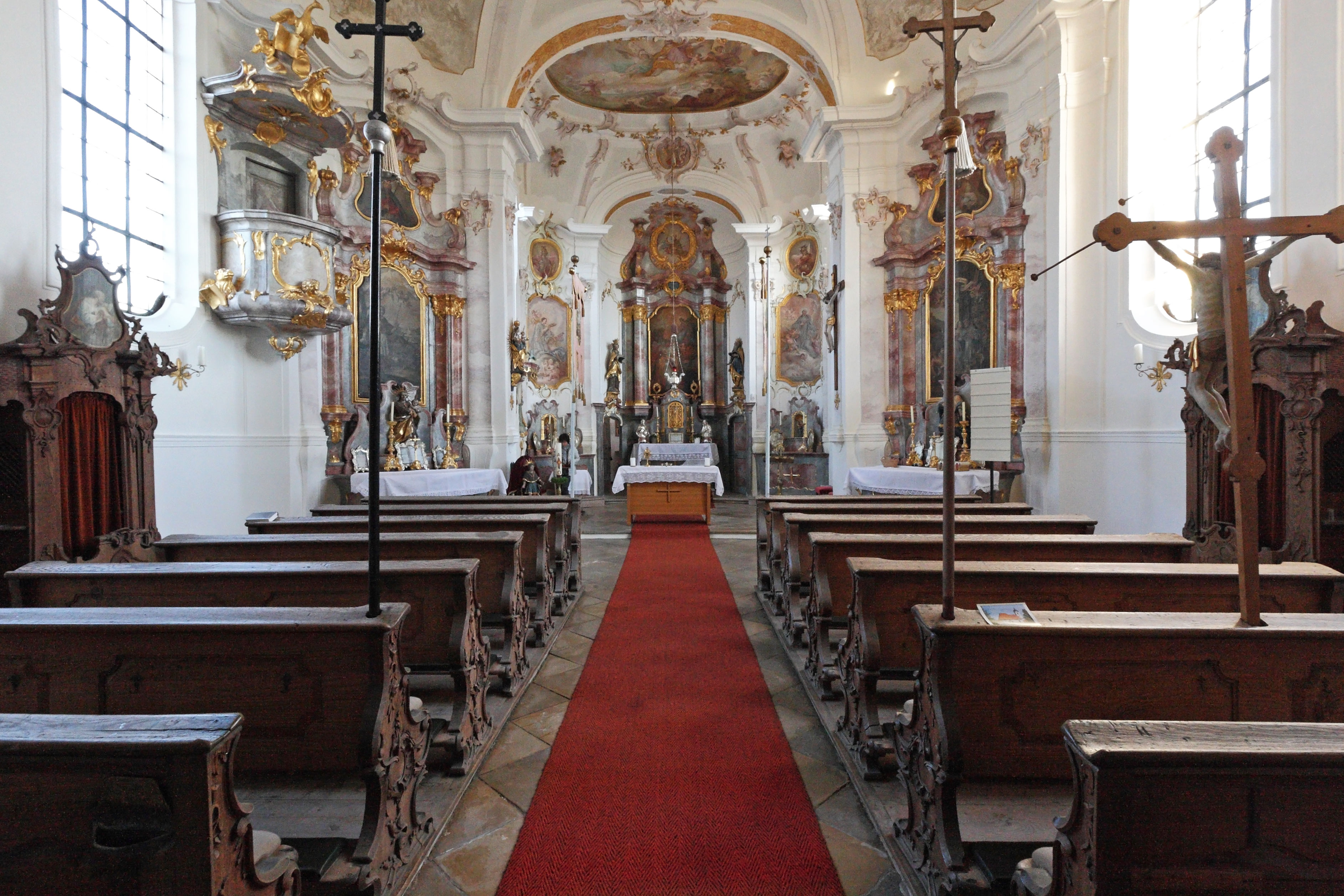
Innenansicht

Die römisch-katholische Filialkirche St. Nikolaus steht in Hammerstetten, einem Gemeindeteil von Kammeltal im schwäbischen Landkreis Günzburg in Bayern. Das Bauwerk ist in der Liste der Baudenkmäler in Kammeltal als Baudenkmal unter der Nr. D-7-74-145-7 eingetragen. Die Kirchengemeinde gehört zum Dekanat Günzburg des Bistums Augsburg.

## Beschreibung
Das Langhaus auf längsovalem Grundriss wurde 1762 nach einem Entwurf von Joseph Dossenberger im Westen an eine bereits um 1720 von Simpert Kraemer gebaute Kapelle angefügt, die seither den eingezogenen, halbrund geschlossenen Chor der Kirche bildet. Der ebenfalls um 1762/63 errichtete Chorturm enthält in seinem oberen Geschoss den Glockenstuhl und ist mit einer Welschen Haube zwischen dreieckigen Giebeln bedeckt, in denen sich die Zifferblätter der Turmuhr befinden.
Im Innenraum befinden sich an den Wänden und an den Decken im Jahr 1763 von Johann Baptist Enderle geschaffene Fresken. Der Hochaltar mit dem von Johann Baptist Enderle gemalten Altarretabel wird von den Statuen der heiligen Anna und des heiligen Joachim flankiert, die Johann Michael Fischer zugewiesen werden. Die Altarretabel der Altäre im Langhaus stammen von Konrad Huber. Die 1911 von Julius Schwarzbauer gebaute Orgel mit zehn Registern, verteilt auf ein Manual und ein Pedal, wurde inzwischen erneuert.